# Esgrima nos Jogos Olímpicos de Verão de 1900

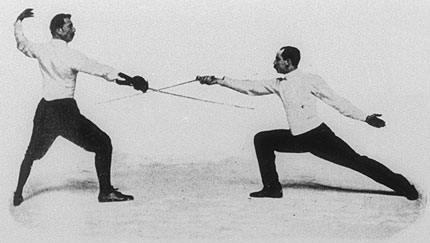
Italo Santelli (esquerda) e Jean-Baptiste Mimiague duelam pelo evento de florete masters

A esgrima nos Jogos Olímpicos de Verão de 1900 foi realizado em Paris, na França, pela segunda vez. Esgrimistas de 19 países intervieram no evento, entre 14 de maio e 27 de junho de 1900.

## Florete
| Pos. | País         | Atletas                  |
| ---- | ------------ | ------------------------ |
|      | França (FRA) | Emile Coste              |
|      | França (FRA) | Henri Masson             |
|      | França (FRA) | Marcel Jacques Boulenger |

A competição amadora de florete teve 54 esgrimistas de 9 países na disputa.

### Primeira rodada - Florete
O resultado dos duelos não alterou na classificação a próxima fase. O vencedor de cada luta e desconhecido, sendo que 37 avançaram as quartas de final.
| 14 de maio de 1900 | 14 de maio de 1900            | 14 de maio de 1900 | 14 de maio de 1900       | 14 de maio de 1900 |
| Luta               | Esgrimista 1                  | Esgrimista 1       | Esgrimista 2             | Esgrimista 2       |
| ------------------ | ----------------------------- | ------------------ | ------------------------ | ------------------ |
| 1                  | Mauricio Ponce de Léon        | Espanha            | Debax                    | França             |
| 2                  | Georges Dillon-Cavanagh       | França             | Paul Robert              | Suíça              |
| 3                  | Carlos de Candamo             | Peru               | Cahan                    | França             |
| 4                  | Henri Masson                  | França             | Collarini                | Itália             |
| 5                  | Robert Marc                   | França             | Bélot                    | França             |
| 6                  | Martini                       | França             | Jobier                   | França             |
| 7                  | Tony Smet                     | Bélgica            | Guèrin                   | França             |
| 8                  | Ferrand                       | França             | Prospère Sénat           | França             |
| 9                  | Taillefert                    | França             | Grossard                 | França             |
| 10                 | Calvet                        | França             | Emil Fick                | Suécia             |
| 11                 | Adrien Guyon                  | França             | Palardi                  | Itália             |
| 12                 | Jactel                        | França             | Giuseppe Giurato         | Itália             |
| 13                 | de Boissière                  | França             | Gardiès                  | França             |
| 14                 | Léon Thiébaut                 | França             | F. Weill                 | Estados Unidos     |
| 15                 | Fedreghini                    | Itália             | Piot                     | França             |
| 16                 | Rischtoff                     | Áustria            | Pélabon                  | França             |
| 17                 | Jean Weill                    | Suíça              | Passerat                 | França             |
| 18                 | Corvington                    | França             | Fouchier                 | França             |
|                    |                               |                    |                          |                    |
| 15 de maio de 1900 |                               |                    |                          |                    |
| Luta               | Esgrimista 1                  | Esgrimista 1       | Esgrimista 2             | Esgrimista 2       |
| 19                 | Pierre Georges Louis d'Hughes | França             | Emile Costé              | França             |
| 20                 | Rudolf Brosch                 | Áustria            | Marcel Jacques Boulenger | França             |
| 21                 | H. Valarche                   | França             | de Saint-Aignan          | França             |
| 22                 | Plommet                       | França             | van der Stoppen          | Áustria            |
| 23                 | Perrissoud                    | França             | Soudois                  | França             |
| 24                 | Ducrot                        | França             | Gauthier                 | França             |
| 25                 | André de Schonen              | França             | Paul Leroy               | França             |
| 26                 | Jean-Joseph Renaud            | França             | Eugene des Logis Berges  | França             |
| 27                 | Wattelier                     | França             | Georges Bergès           | França             |

### Quartas de final - Florete
Novamente os juízes determinaram o desempenho dos esgrimistas em cada luta. Dez competidores avançaram direto as semi-finais e 14 disputaram uma repescagem.
| 16 de maio de 1900 | 16 de maio de 1900            | 16 de maio de 1900 | 16 de maio de 1900      | 16 de maio de 1900 |
| Luta               | Esgrimista 1                  | Esgrimista 1       | Esgrimista 2            | Esgrimista 2       |
| ------------------ | ----------------------------- | ------------------ | ----------------------- | ------------------ |
| 1                  | Jean-Joseph Renaud            | França             | Debax                   | França             |
| 2                  | de Boissière                  | França             | Adrien Guyon            | França             |
| 3                  | Henri Masson                  | França             | Carlos de Candamo       | Peru               |
| 4                  | Tony Smet                     | Bélgica            | de Saint-Aignan         | França             |
| 5                  | Guèrin                        | França             | Eugene des Logis Berges | França             |
| 6                  | André de Schonen              | França             | Plommet                 | França             |
| 7                  | Pierre Georges Louis d'Hughes | França             | Prospère Sénat          | França             |
| 8                  | Emile Costé                   | França             | Paul Robert             | Suíça              |
| 9                  | Marcel Jacques Boulenger      | França             | Cahan                   | França             |
| 10                 | Ducrot                        | França             | Jactel                  | França             |
| 11                 | Georges Dillon-Cavanagh       | França             | Perissoud               | França             |
| 12                 | Rudolf Brosch                 | Áustria            | H. Valarche             | França             |
| 13                 | Bélot                         | França             | Calvet                  | França             |
| 14                 | Ferrand                       | França             | Robert Marc             | França             |
| 15                 | Taillefert                    | França             | Martini                 | França             |
| 16                 | Jobier                        | França             | Collarini               | Itália             |
| 17                 | Léon Thiébaut                 | França             | Mauricio Ponce de Léon  | Espanha            |
| —                  | Soudois                       | França             | não lutou               |                    |
| —                  | van der Stoppen               | Áustria            | não lutou               |                    |
| —                  | Wattelier                     | França             | não lutou               |                    |

#### Repescagem - Florete
Os confrontos da repescagem são desconhecidos. Seis esgrimistas foram selecionados para as semi-finais. De Saint-Agnan foi selecionada para disputar a fase de consolação devido a desistência de Renaud.
| Esgrimista                    | Esgrimista |
| ----------------------------- | ---------- |
| Bélot                         | França     |
| Eugene des Logis Berges       | França     |
| Rudolf Brosch                 | Áustria    |
| Georges Dillon-Cavanagh       | França     |
| Pierre Georges Louis d'Hughes | França     |
| Prospère Sénat                | França     |
| de Saint-Aignan               | França     |
| Carlos de Candamo             | Peru       |
| Ferrand                       | França     |
| Jobier                        | França     |
| Plommet                       | França     |
| André de Schonen              | França     |
| Taillefert                    | França     |
| Léon Thiébaut                 | França     |

### Semifinal - Florete
Os duelos das semifinais foram os primeiros em que o resultado final das lutas determinou os classificados a final. Os 16 esgrimistas foram divididos em dois grupos e os quatro melhores avançaram a final. Os outros quatro disputaram a fase de consolação.
| Grupo A | Grupo A                       | Grupo A | Grupo A      | Grupo A      |
| Pos.    | Esgrimista                    | País    | Vitórias     | Derrotas     |
| ------- | ----------------------------- | ------- | ------------ | ------------ |
| 1       | Emile Costé                   | França  | 7            | 0            |
| 2       | Henri Masson                  | França  | 5            | 2            |
| 3       | Prospère Sénat                | França  | 5            | 2            |
| 4       | Rudolf Brosch                 | Áustria | 3            | 4            |
| 5       | Guèrin                        | França  | 3            | 4            |
| 6       | de Boissière                  | França  | 2            | 5            |
| 7       | Bélot                         | França  | 2            | 5            |
| 8       | Tony Smet                     | Bélgica | 1            | 6            |
|         |                               |         |              |              |
| Grupo B |                               |         |              |              |
| Pos.    | Esgrimista                    | País    | Vitórias     | Derrotas     |
| 1       | Marcel Jacques Boulenger      | France  | desconhecido | desconhecido |
| 2       | Debax                         | França  | desconhecido | desconhecido |
| 3       | Pierre Georges Louis d'Hughes | França  | desconhecido | desconhecido |
| 4       | Georges Dillon-Cavanagh       | França  | desconhecido | desconhecido |
| 5       | Jean-Joseph Renaud            | França  | desconhecido | desconhecido |
| 6       | Adrien Guyon                  | França  | desconhecido | desconhecido |
| 7       | Ducrot                        | França  | desconhecido | desconhecido |
| 8       | Eugene des Logis Berges       | França  | desconhecido | desconhecido |

#### Fase de consolação - Florete
Os oito esgrimistas eliminados nas semi-finais competiram na fase de consolação que definiu os colocados entre 9ª e 16ª posições. Renaud desistiu de competir nessa fase e foi substituído por de Saint-Aignan.
| Pos.    | Esgrimista              | País    |
| ------- | ----------------------- | ------- |
| 1 (9º)  | de Boissière            | França  |
| 2 (10º) | Eugene des Logis Berges | França  |
| 3 (11º) | de Saint-Aignan         | França  |
| 4 (12º) | Bélot                   | França  |
| 5 (13º) | Ducrot                  | França  |
| 6 (14º) | Tony Smet               | Bélgica |
| 7 (15º) | Adrien Guyon            | França  |
| 8 (16º) | Guèrin                  | França  |

### Final - Florete
A final do florete ocorreu em 21 de maio de 1900.
| Pos. | Esgrimista                    | País    | Vitórias | Derrotas |
| ---- | ----------------------------- | ------- | -------- | -------- |
| 1    | Emile Costé                   | França  | 6        | 1        |
| 2    | Henri Masson                  | França  | 5        | 2        |
| 3    | Marcel Jacques Boulenger      | França  | 4        | 3        |
| 4    | Debax                         | França  | 4        | 3        |
| 5    | Pierre Georges Louis d'Hughes | França  | 3        | 4        |
| 6    | Prospère Sénat                | França  | 3        | 4        |
| 7    | Georges Dillon-Cavanagh       | França  | 2        | 5        |
| 8    | Rudolf Brosch                 | Áustria | 1        | 6        |

## Espada
| Pos. | País         | Atletas      |
| ---- | ------------ | ------------ |
|      | Cuba (CUB)   | Ramón Fonst  |
|      | França (FRA) | Louis Perrée |
|      | França (FRA) | Léon Sée     |

### Primeira fase - Espada
A primeira fase era disputada no formato de todos contra todos. Os dois primeiros colocados de cada grupo avançaram as quartas de final.
| Grupo A | Grupo A     | Grupo A |
| Pos.    | Esgrimista  | País    |
| ------- | ----------- | ------- |
| 1       | J. M. Rosé  | França  |
| 2       | de Lastours | França  |
| 3-6     | A. Berger   | França  |
| 3-6     | Luquetas    | França  |
| 3-6     | Mosso       | França  |
| 3-6     | A. Tintant  | França  |

| Grupo B | Grupo B          | Grupo B |
| Pos.    | Esgrimista       | País    |
| ------- | ---------------- | ------- |
| 1       | de Pradel        | França  |
| 2       | Jean Dreyfuss    | França  |
| 3-6     | de la Chevalerie | França  |
| 3-6     | Gardiès          | França  |
| 3-6     | Hérrison         | França  |
| 3-6     | Ivanovich        | França  |

| Grupo C | Grupo C                       | Grupo C |
| Pos.    | Esgrimista                    | País    |
| ------- | ----------------------------- | ------- |
| 1       | Roffo                         | França  |
| 2       | Fouchier                      | França  |
| 3-6     | Pierre Georges Louis d'Hughes | França  |
| 3-6     | Moreil                        | França  |
| 3-6     | Joseph Rodrigues              | França  |
| 3-6     | Véve                          | França  |

| Grupo D | Grupo D          | Grupo D  |
| Pos.    | Esgrimista       | País     |
| ------- | ---------------- | -------- |
| 1       | Ramón Fonst      | Cuba     |
| 2       | Edmond Wallace   | França   |
| 3       | Willy Sulzbacher | Alemanha |
| 4-6     | Bazin            | França   |
| 4-6     | Fleury           | França   |
| 4-6     | Thomeguex        | França   |

| Grupo E | Grupo E               | Grupo E |
| Pos.    | Esgrimista            | País    |
| ------- | --------------------- | ------- |
| 1       | Gaston Alibert        | França  |
| 2       | Georges de la Falaise | França  |
| 3-6     | Collarini             | Itália  |
| 3-6     | Grad                  | França  |
| 3-6     | Massé                 | França  |
| 3-6     | Morin                 | França  |

| Grupo F | Grupo F            | Grupo F |
| Pos.    | Esgrimista         | País    |
| ------- | ------------------ | ------- |
| 1       | Jean-Joseph Renaud | França  |
| 2       | Maurice Boisdon    | França  |
| 3-6     | de Champeaux       | França  |
| 3-6     | Loizillon          | França  |
| 3-6     | Salvanahac         | França  |
| 3-6     | de Segonzac        | França  |

| Grupo G | Grupo G       | Grupo G |
| Pos.    | Esgrimista    | País    |
| ------- | ------------- | ------- |
| 1       | Plommet       | França  |
| 2       | Léon Thiébaut | França  |
| 3       | Lariviére     | França  |
| 4-6     | Adam          | França  |
| 4-6     | Robert Marc   | França  |
| 4-6     | Taillefert    | França  |

| Grupo H | Grupo H       | Grupo H |
| Pos.    | Esgrimista    | País    |
| ------- | ------------- | ------- |
| 1       | André Rabel   | França  |
| 2       | Bowden        | França  |
| 3-6     | de Lastic     | França  |
| 3-6     | Georges Leroy | França  |
| 3-6     | Miller        | França  |
| 3-6     | d'Oyley       | França  |

| Grupo I | Grupo I           | Grupo I |
| Pos.    | Esgrimista        | País    |
| ------- | ----------------- | ------- |
| 1       | Richard Wallace   | França  |
| 2       | Freydoun Malkom   | Irã     |
| 3-6     | de Caramas-Chimay | França  |
| 3-6     | de Laugardière    | França  |
| 3-6     | Redeuil           | França  |
| 3-6     | Prospère Sénat    | França  |

| Grupo J | Grupo J     | Grupo J |
| Pos.    | Esgrimista  | País    |
| ------- | ----------- | ------- |
| 1       | Levé        | França  |
| 2       | Maurice Jay | França  |
| 3-6     | de Labourde | França  |
| 3-6     | Lemoine     | França  |
| 3-6     | Robinson    | França  |
| 3-6     | de Romilly  | França  |

| Grupo K | Grupo K          | Grupo K |
| Pos.    | Esgrimista       | País    |
| ------- | ---------------- | ------- |
| 1       | Giuseppe Giurato | Itália  |
| 2       | Bideau           | França  |
| 3-6     | de Boissière     | França  |
| 3-6     | Cahan            | França  |
| 3-6     | Fernandès        | França  |
| 3-6     | de la Tournable  | França  |

| Grupo L | Grupo L    | Grupo L |
| Pos.    | Esgrimista | País    |
| ------- | ---------- | ------- |
| 1       | Guillemard | França  |
| 2       | Holzchuch  | França  |
| 3       | Ducreuil   | França  |
| 4-6     | Andreac    | França  |
| 4-6     | Costiesco  | França  |
| 4-6     | A. Robert  | França  |

| Grupo M | Grupo M                | Grupo M   |
| Pos.    | Esgrimista             | País      |
| ------- | ---------------------- | --------- |
| 1       | Léon Sée               | França    |
| 2       | Eduardo Camet          | Argentina |
| 3-6     | Carlos de Candamo      | Peru      |
| 3-6     | Mauricio Ponce de Léon | Espanha   |
| 3-6     | de Meuse               | França    |
| 3-6     | Rodrigues              | França    |

| Grupo N | Grupo N            | Grupo N |
| Pos.    | Esgrimista         | País    |
| ------- | ------------------ | ------- |
| 1       | de Villeneuve      | França  |
| 2       | Moquet             | França  |
| 3-7     | de Cazenove        | França  |
| 3-7     | Thion de la Chaume | França  |
| 3-7     | de Pradines        | França  |
| 3-7     | Prosper            | França  |
| 3-7     | Rosenbaum          | França  |

| Grupo O | Grupo O              | Grupo O |
| Pos.    | Esgrimista           | País    |
| ------- | -------------------- | ------- |
| 1       | Louis Perrée         | França  |
| 2       | Henri-Georges Berger | França  |
| 3-6     | Louis Bastien        | França  |
| 3-6     | François             | França  |
| 3-6     | Peberay              | França  |
| 3-6     | Preurot              | França  |

| Grupo P | Grupo P        | Grupo P |
| Pos.    | Esgrimista     | País    |
| ------- | -------------- | ------- |
| 1       | Tony Smet      | Bélgica |
| 2       | Début          | França  |
| 3-7     | Gaston Achille | França  |
| 3-7     | Duclos         | França  |
| 3-7     | Fedreghini     | Itália  |
| 3-7     | Fichot         | França  |
| 3-7     | Weber          | França  |

| Grupo Q | Grupo Q      | Grupo Q |
| Pos.    | Esgrimista   | País    |
| ------- | ------------ | ------- |
| 1       | Adrien Guyon | França  |
| 2       | Hileret      | França  |
| 3-6     | Delprat      | França  |
| 3-6     | Lafontaine   | França  |
| 3-6     | Thomeguex    | França  |
| 3-6     | de Vars      | França  |

### Quartas de final - Espada
As quartas de final eram disputadas no sistema de todos contra todos. Os esgrimistas Maurice Jay, André Rabel e Jean-Joseph Renaud que haviam se classificado da fase anteiror, desistiram de competir. Os três primeiros colocados de cada grupo avançam as semi-finais.
| Quartas de final A | Quartas de final A | Quartas de final A |
| Pos.               | Esgrimista         | País               |
| ------------------ | ------------------ | ------------------ |
| 1                  | Jean Dreyfuss      | França             |
| 2                  | Plommet            | França             |
| 3                  | Levé               | França             |
| 4-6                | Hileret            | França             |
| 4-6                | Moquet             | França             |
| 4-6                | Roffo              | França             |

| Quartas de final B | Quartas de final B    | Quartas de final B |
| Pos.               | Esgrimista            | País               |
| ------------------ | --------------------- | ------------------ |
| 1                  | Richard Wallace       | França             |
| 2                  | de Lastours           | França             |
| 3                  | Georges de la Falaise | França             |
| 4-6                | Bowden                | França             |
| 4-6                | Guillemard            | França             |
| 4-6                | Léon Thiébaut         | França             |

| Quartas de final C | Quartas de final C | Quartas de final C |
| Pos.               | Esgrimista         | País               |
| ------------------ | ------------------ | ------------------ |
| 1                  | Edmond Wallace     | França             |
| 2                  | Eduardo Camet      | Argentina          |
| 3                  | de Pradel          | França             |
| 4-6                | Bideau             | França             |
| 4-6                | Tony Smet          | Bélgica            |
| 4-6                | de Villeneuve      | França             |

| Quartas de final D | Quartas de final D   | Quartas de final D |
| Pos.               | Esgrimista           | País               |
| ------------------ | -------------------- | ------------------ |
| 1                  | Gaston Alibert       | França             |
| 2                  | Léon Sée             | França             |
| 3                  | Ramón Fonst          | Cuba               |
| 4-6                | Henri-Georges Berger | França             |
| 4-6                | Giuseppe Giurato     | Itália             |
| 4-6                | Freydoun Malkom      | Irã                |

| Quartas de final E | Quartas de final E | Quartas de final E |
| Pos.               | Esgrimista         | País               |
| ------------------ | ------------------ | ------------------ |
| 1                  | Maurice Boisdon    | França             |
| 2                  | Louis Perrée       | França             |
| 3                  | J. M. Rosé         | França             |
| 4-6                | Début              | França             |
| 4-6                | Fouchier           | França             |
| 4-6                | Adrien Guyon       | França             |

| Quartas de final F | Quartas de final F | Quartas de final F |
| Pos.               | Esgrimista         | País               |
| ------------------ | ------------------ | ------------------ |
| 1                  | Holzchuch          | França             |
| 2                  | Léon Thiébaut      | França             |
| 3                  | Guillemard         | França             |
| 4-5                | desconhecido       | desconhecido       |

### Semifinal - Espada
Os 18 esgrimistas classificados da fase anteiror dividiram-se em três grupos, em duelos de todos contra todos. Os três primeiros de cada grupos avançaram a final.
| Semifinal A | Semifinal A    | Semifinal A |
| Pos.        | Esgrimista     | País        |
| ----------- | -------------- | ----------- |
| 1           | Gaston Alibert | França      |
| 2           | Plommet        | França      |
| 3           | Léon Sée       | França      |
| 4-6         | Delastours     | França      |
| 4-6         | Holzchuch      | França      |
| 4-6         | J. M. Rosé     | França      |

| Semifinal B | Semifinal B           | Semifinal B |
| Pos.        | Esgrimista            | País        |
| ----------- | --------------------- | ----------- |
| 1           | Georges de la Falaise | França      |
| 2           | Louis Perrée          | França      |
| 3           | Eduardo Camet         | Argentina   |
| 4-6         | Maurice Boisdon       | França      |
| 4-6         | Jean Dreyfuss         | França      |
| 4-6         | de Pradel             | França      |

| Semifinal C | Semifinal C     | Semifinal C |
| Pos.        | Esgrimista      | País        |
| ----------- | --------------- | ----------- |
| 1           | Léon Thiébaut   | França      |
| 2           | Edmond Wallace  | França      |
| 3           | Ramón Fonst     | Cuba        |
| 4-6         | Guillemard      | França      |
| 4-6         | Levé            | França      |
| 4-6         | Richard Wallace | França      |

### Final - Espada
Na final, cada esgrimista realizou cinco ou seis lutas.
| Pos. | Esgrimista            | País      | Vitórias | Derrotas |
| ---- | --------------------- | --------- | -------- | -------- |
| 1    | Ramón Fonst           | Cuba      | 4        | 2        |
| 2    | Louis Perrée          | França    | 4        | 1        |
| 3    | Léon Sée              | França    | 3        | 2        |
| 4    | Georges de la Falaise | França    | 3        | 3        |
| 5    | Eduardo Camet         | Argentina | 2        | 3        |
| 6    | Edmond Wallace        | França    | 2        | 4        |
| 7    | Gaston Alibert        | França    | 2        | 3        |
| 8    | Léon Thiébaut         | França    | 2        | 4        |
| 9    | Plommet               | França    | 0        | 6        |

## Sabre
| Pos. | País          | Atletas               |
| ---- | ------------- | --------------------- |
|      | França (FRA)  | Georges de la Falaise |
|      | França (FRA)  | Léon Thiébaut         |
|      | Áustria (AUT) | Siegfried Flesch      |

### Primeira fase - Sabre
Os esgrimistas competiram no formato de todos contra todos entre os dias 19 de 20 de junho de 1900. A distribução dos competidores nos grupos é desconhecida.
| Esgrimista                    | País     |
| ----------------------------- | -------- |
| Maurice Boisdon               | França   |
| de Bossière                   | França   |
| Dutertre                      | França   |
| Georges de la Falaise         | França   |
| Fedreghini                    | Itália   |
| Siegfried Flesch              | Áustria  |
| Mauricio Ponce de Léon        | Espanha  |
| Harstein                      | Áustria  |
| Hugó Hoch                     | Hungria  |
| Pierre Georges Louis d'Hughes | França   |
| Gyula von Iványi              | Hungria  |
| Léon Lécuyer                  | França   |
| Camillo Müller                | Áustria  |
| Amon Ritter von Gregurich     | Hungria  |
| Heinrich von Tenner           | Áustria  |
| Léon Thiébaut                 | França   |
| Stagliano                     | Itália   |
| Todoresku                     | Hungria  |
| de Boffa                      | Suíça    |
| Lafourçade-Cortina            | França   |
| Alfons Schöne                 | Alemanha |
| Casimir Semelaignes           | França   |
| Fernand Semelaignes           | França   |

### Semifinal - Sabre
Antes do início das semifinais, os esgrimistas franceses Durtetre e Lécuyer desistiram do evento e foram substituídos nas semifinais por Stagliano, da Itália, e Todoresku, da Hungria. Os competidores dividiram-se em dois grupos de oito competidores cada, em duelos de todos contra todos. Quatro esgrimistas se classificaram a final.
| Semifinal A | Semifinal A                   | Semifinal A |
| Pos.        | Esgrimista                    | País        |
| ----------- | ----------------------------- | ----------- |
| 1           | Gyula von Iványi              | Hungria     |
| 2           | Camillo Müller                | Áustria     |
| 3           | Siegfried Flesch              | Áustria     |
| 4           | Georges de la Falaise         | França      |
| 5-8         | Maurice Boisdon               | França      |
| 5-8         | Harstein                      | Áustria     |
| 5-8         | Pierre Georges Louis d'Hughes | França      |
| 5-8         | Fedreghini                    | Itália      |

| Semifinal B | Semifinal B               | Semifinal B |
| Pos.        | Esgrimista                | País        |
| ----------- | ------------------------- | ----------- |
| 1           | Amon Ritter von Gregurich | Hungria     |
| 2           | Heinrich von Tenner       | Áustria     |
| 3           | de Boissière              | França      |
| 4           | Léon Thiébaut             | França      |
| 5-8         | Hugó Hoch                 | Hungria     |
| 5-8         | Mauricio Ponce de Léon    | Espanha     |
| 5-8         | Stagliano                 | Itália      |
| 5-8         | Todoresku                 | Hungria     |

### Final - Sabre
A final foi disputada no sistema de todos contra todos.
| Pos. | Esgrimista                | País    | Vitórias | Derrotas |
| ---- | ------------------------- | ------- | -------- | -------- |
| 1    | Georges de la Falaise     | França  | 6        | 1        |
| 2    | Léon Thiébaut             | França  | 5        | 2        |
| 3    | Siegfried Flesch          | Áustria | 4        | 3        |
| 4    | Amon Ritter von Gregurich | Hungria | 4        | 3        |
| 5    | Gyula von Iványi          | Hungria | 3        | 4        |
| 6    | de Boissière              | França  | 3        | 4        |
| 7    | Heinrich von Tenner       | Áustria | 2        | 5        |
| 8    | Camillo Müller            | Áustria | 1        | 6        |

## Florete Masters
| Pos. | País         | Atletas                |
| ---- | ------------ | ---------------------- |
|      | França (FRA) | Lucien Mérignac        |
|      | França (FRA) | Alphonse Kirchhoffer   |
|      | França (FRA) | Jean-Baptiste Mimiague |

O florete masters contou com 60 esgrimistas profissinais de oito países.

### Primeira fase - Florete Masters
Fase disputada entre 22 e 23 de maio de 1900. Os juízes determinaram os competidores classificados de acordo com seu desempenho nas lutas.
| Esgrimista             | País         |
| ---------------------- | ------------ |
| Xavier Anchetti        | Rússia       |
| Bergès                 | França       |
| Bettenfeld             | França       |
| Bormel                 | França       |
| Borringes              | França       |
| Boulanger              | França       |
| Boulège                | França       |
| Brassart               | França       |
| Brau                   | França       |
| Carrichon              | França       |
| Antonio Conte          | Itália       |
| François Delibes       | França       |
| Dizier                 | França       |
| Michel Filippi         | França       |
| Fontaine               | França       |
| Gauthier               | França       |
| Haller                 | França       |
| Alphonse Kirchhoffer   | França       |
| Laborderie             | França       |
| Lucien Largé           | França       |
| Georges Lefèvre        | França       |
| Lemoine                | França       |
| Charles Marty          | França       |
| Lucien Merignac        | França       |
| Métais                 | França       |
| Millet                 | França       |
| Jean-Baptiste Mimiague | França       |
| Montuel                | França       |
| Muller                 | França       |
| Pantin                 | França       |
| Léopold Ramus          | França       |
| Raynaud                | França       |
| Ringnet                | França       |
| Jules Rossignol        | França       |
| Adolphe Rouleau        | França       |
| Sabouric               | França       |
| Samiac                 | França       |
| Italo Santelli         | Itália       |
| Pierre Selderslagh     | Bélgica      |
| Tassart                | França       |
| Cyrille Verbrugge      | Bélgica      |
| Viquier                | França       |
| Yvon                   | França       |
| Bersin                 | França       |
| Jens Peter Berthelsen  | Dinamarca    |
| Bouard                 | França       |
| Brun-Biusson           | França       |
| Coquelin               | França       |
| Coudurier              | França       |
| Daussy                 | França       |
| F. Després             | Bélgica      |
| Dizier                 | França       |
| Márton Endrédi         | Hungria      |
| L. Garnoty             | França       |
| Jolliet                | França       |
| Masselin               | França       |
| Pietory                | França       |
| Plisson                | Grã-Bretanha |
| Léon Thiércelin        | Haiti        |
| Wineuwanheim           | França       |

### Quartas de final - Florete Masters
Como na fase anteiror, nas quartas de final eram os juízes quem determinavam quais esgrimistas avançaria as semi-finais. Dez competidores avançaram a próxima fase e o restante disputaria a repescagem.
| Esgrimista             | País    |
| ---------------------- | ------- |
| Antonio Conte          | Itália  |
| Alphonse Kirchhoffer   | França  |
| Lucien Merignac        | França  |
| Jean-Babtiste Mimiague | França  |
| Léopold Ramus          | França  |
| Jules Rossignol        | França  |
| Adolphe Rouleau        | França  |
| Italo Santelli         | Itália  |
| Pierre Selderslagh     | Bélgica |
| Cyrille Verbrugge      | Bélgica |
| Xavier Anchetti        | Rússia  |
| Bergès                 | França  |
| Bormel                 | França  |
| Borringes              | França  |
| Boulanger              | França  |
| Boulège                | França  |
| Brassart               | França  |
| Brau                   | França  |
| Carrichon              | França  |
| François Delibes       | França  |
| Dizier                 | França  |
| Michel Filippi         | França  |
| Fontaine               | França  |
| Gauthier               | França  |
| Haller                 | França  |
| Laborderie             | França  |
| Lucien Largé           | França  |
| Georges Lefèvre        | França  |
| Lemoine                | França  |
| Chares Marty           | França  |
| Métais                 | França  |
| Millet                 | França  |
| Montuel                | França  |
| Muller                 | França  |
| Pantin                 | França  |
| Raynaud                | França  |
| Ringnet                | França  |
| Sabouric               | França  |
| Samiac                 | França  |
| Tassart                | França  |
| Viquier                | França  |
| Yvon                   | França  |

#### Repescagem - Florete Masters
A repescagem aconteceu em 25 de maio. Seis esgrimistas, através da decisão do juri, avançaram as semi-finais.
| Esgrimista       | País   |
| ---------------- | ------ |
| Boulanger        | França |
| Michel Filippi   | França |
| Haller           | França |
| Lefèvre          | França |
| Lemoine          | França |
| Millet           | França |
| Xavier Anchetti  | Rússia |
| Bergès           | França |
| Bettenfeld       | França |
| Bormel           | França |
| Borringes        | França |
| Boulège          | França |
| Brassart         | França |
| Brau             | França |
| Carrichon        | França |
| François Delibes | França |
| Dizier           | França |
| Fontaine         | França |
| Gauthier         | França |
| Laborderie       | França |
| Lucien Largé     | França |
| Charles Marty    | França |
| Métais           | França |
| Montuel          | França |
| Muller           | França |
| Pantin           | França |
| Raynaud          | França |
| Ringnet          | França |
| Sabouric         | França |
| Samiac           | França |
| Tassart          | França |
| Viquier          | França |
| Yvon             | França |

### Semifinal - Florete Masters
Os 16 esgrimistas classificados da fase anterior foram divididos em dois grupos de oito competidores cada. Os quatro melhores avanças a final e o restante disputa a fase de consolação.
| Semifinal A | Semifinal A          | Semifinal A | Semifinal A | Semifinal A |
| Pos.        | Esgrimista           | País        | Vitórias    | Derrotas    |
| ----------- | -------------------- | ----------- | ----------- | ----------- |
| 1           | Lucien Merignac      | França      | 7           | 0           |
| 2           | Alphonse Kirchhoffer | França      | 6           | 1           |
| 3           | Antonio Conte        | Itália      | 5           | 2           |
| 4           | Léopold Ramus        | França      | 4           | 3           |
| 5           | Haller               | França      | 2           | 5           |
| 5           | Lemoine              | França      | 2           | 5           |
| 7           | Millet               | França      | 1           | 6           |
| 7           | Cyrille Verbrugge    | Bélgica     | 1           | 6           |

| Semifinal B | Semifinal B            | Semifinal B | Semifinal B | Semifinal B |
| Pos.        | Esgrimista             | País        | Vitórias    | Derrotas    |
| ----------- | ---------------------- | ----------- | ----------- | ----------- |
| 1           | Adolphe Rouleau        | França      | 7           | 0           |
| 2           | Jean-Baptiste Mimiague | França      | 6           | 1           |
| 3           | Jules Rossignol        | França      | 5           | 2           |
| 4           | Italo Santelli         | França      | 4           | 3           |
| 5           | Pierre Selderslagh     | Bélgica     | 3           | 4           |
| 6           | Boulanger              | França      | 1           | 6           |
| 6           | Michel Filippi         | França      | 1           | 6           |
| 6           | Georges Lefèvre        | França      | 1           | 6           |

#### Fase de consolação - Florete Masters
Os duelos de consolação ocorreram em 29 de maio. Os esgristas dessa fase terminaram entre o 9º e o 16º lugar.
| Pos.    | Esgrimista         | País    |
| ------- | ------------------ | ------- |
| 1 (9º)  | Haller             | França  |
| 2 (10º) | Pierre Selderslagh | Bélgica |
| 3 (11º) | Lemoine            | França  |
| 4 (12º) | Georges Lefèvre    | França  |
| 5 (13º) | Boulanger          | França  |
| 6 (14º) | Millet             | França  |
| 7 (15º) | Cyrille Verbrugge  | Bélgica |
| 8 (16º) | Michel Filippi     | França  |

### Final - Florete Masters
A final ocorreu em 29 de maio. O esgrimistas competiram no formato de todos contra todos, com uma luta extra, se necessário.
O esgrimista Rouleau terminou na oitava colocação porque não terminou a luta final.
| Pos. | Esgrimista             | País   | Vitórias | Derrotas |
| ---- | ---------------------- | ------ | -------- | -------- |
| 1    | Lucien Merignac        | França | 6        | 1        |
| 2    | Alphonse Kirchhoffer   | França | 6        | 1        |
| 3    | Jean-Baptiste Mimiague | França | 4        | 3        |
| 4    | Antonio Conte          | Itália | 4        | 3        |
| 5    | Jules Rossignol        | França | 3        | 4        |
| 6    | Léopold Ramus          | França | 2        | 5        |
| 7    | Italo Santelli         | Itália | 0        | 7        |
| 8    | Adolphe Rouleau        | França | 3        | 4        |

## Espada Masters
| Pos. | País         | Atletas            |
| ---- | ------------ | ------------------ |
|      | França (FRA) | Albert Robert Ayat |
|      | França (FRA) | Emile Bougnol      |
|      | França (FRA) | Henri Laurent      |

A espada masters contou com 54 esgrimistas profissinais de seis países.

### Primeira fase - Espada Masters
Na primeira fase, os competidores dividiram-se em nove grupos de seis esgrimistas cada. Os dois melhores de cada grupo avançaram a fase seguinte.
| Grupo A | Grupo A           | Grupo A       |
| Pos.    | Esgrimista        | País          |
| ------- | ----------------- | ------------- |
| 1       | Aufort            | França        |
| 2       | Lézard            | França        |
| 3-6     | Debrinay          | França        |
| 3-6     | Deprey            | França        |
| 3-6     | Nau               | França        |
| 3-6     | van Nieuwenhuizen | Países Baixos |

| Grupo B | Grupo B    | Grupo B |
| Pos.    | Esgrimista | País    |
| ------- | ---------- | ------- |
| 1       | Pantin     | França  |
| 2       | Haller     | França  |
| 3-6     | Assé       | França  |
| 3-6     | Flahaut    | França  |
| 3-6     | Métais     | França  |
| 3-6     | Sahourin   | França  |

| Grupo C | Grupo C         | Grupo C |
| Pos.    | Esgrimista      | País    |
| ------- | --------------- | ------- |
| 1       | Jourdan         | França  |
| 2       | Jeanvoix        | França  |
| 3-6     | Bormel          | França  |
| 3-6     | Roquais         | França  |
| 3-6     | Surzet          | França  |
| 3-6     | Léon Thiércelin | Haiti   |

| Grupo D | Grupo D       | Grupo D |
| Pos.    | Esgrimista    | País    |
| ------- | ------------- | ------- |
| 1       | Brassart      | França  |
| 2       | Lézard        | França  |
| 3-6     | Céré          | França  |
| 3-6     | Dufraissé     | França  |
| 3-6     | L. Garnoty    | França  |
| 3-6     | Charles Marty | França  |

| Grupo E | Grupo E                     | Grupo E |
| Pos.    | Esgrimista                  | País    |
| ------- | --------------------------- | ------- |
| 1       | Emile Bougnol               | França  |
| 2       | Hippolyte-Jacques Hyvernaud | França  |
| 3-6     | Cléry                       | França  |
| 3-6     | Dulau                       | França  |
| 3-6     | Lafouerière                 | França  |
| 3-6     | Nègrout                     | França  |

| Grupo F | Grupo F          | Grupo F |
| Pos.    | Esgrimista       | País    |
| ------- | ---------------- | ------- |
| 1       | Michel           | França  |
| 2       | Félix Ayat       | França  |
| 3-6     | Xavier Anchetti  | Rússia  |
| 3-6     | Emmanuel Andrieu | França  |
| 3-6     | Márton Endrédi   | Hungria |
| 3-6     | Launay           | França  |

| Grupo G | Grupo G            | Grupo G       |
| Pos.    | Esgrimista         | País          |
| ------- | ------------------ | ------------- |
| 1       | Albert Robert Ayat | França        |
| 2       | Henri Laurent      | França        |
| 3-6     | desconhecidos      | desconhecidos |

| Grupo H | Grupo H       | Grupo H       |
| Pos.    | Esgrimista    | País          |
| ------- | ------------- | ------------- |
| 1       | Damotte       | França        |
| 2       | Yvon          | França        |
| 3-6     | desconhecidos | desconhecidos |

| Grupo I | Grupo I       | Grupo I       |
| Pos.    | Esgrimista    | País          |
| ------- | ------------- | ------------- |
| 1       | Bézy          | França        |
| 2       | Clappier      | França        |
| 3-6     | desconhecidos | desconhecidos |

### Semifinal - Espada Masters
As semifinais aconteceram em 13 de junho. Três grupos de seis competidores disputaram essa fase no formato de todos contra todos. Os três melhores de cada grupo avançam a final.
| Semifinal A | Semifinal A | Semifinal A |
| Pos.        | Esgrimista  | País        |
| ----------- | ----------- | ----------- |
| 1           | Jourdan     | França      |
| 2           | Lézard      | França      |
| 3           | Damotte     | França      |
| 4-6         | Aufort      | França      |
| 4-6         | Jeanvoix    | França      |
| 4-6         | Pantin      | França      |

| Semifinal B | Semifinal B                 | Semifinal B |
| Pos.        | Esgrimista                  | País        |
| ----------- | --------------------------- | ----------- |
| 1           | Emile Bougnol               | França      |
| 2           | Brassart                    | França      |
| 3           | Hippolyte-Jacques Hyvernaud | França      |
| 4-6         | Félix Ayat                  | França      |
| 4-6         | Haller                      | França      |
| 4-6         | Michel                      | França      |

| Semifinal C | Semifinal C        | Semifinal C |
| Pos.        | Esgrimista         | País        |
| ----------- | ------------------ | ----------- |
| 1           | Albert Robert Ayat | França      |
| 2           | Henri Laurent      | França      |
| 3           | Bézy               | França      |
| 4-6         | Clappier           | França      |
| 4-6         | Lézard             | França      |
| 4-6         | Yvon               | França      |

### Final - Espada Masters
A final disputou-se em 14 de junho de 1900.
| Pos. | Esgrimista                  | País   |
| ---- | --------------------------- | ------ |
| 1    | Albert Robert Ayat          | França |
| 2    | Emile Bougnol               | França |
| 3    | Henri Laurent               | França |
| 4    | Hippolyte-Jacques Hyvernaud | França |
| 5    | Damotte                     | França |
| 6    | Brassart                    | França |
| 7    | Lézard                      | França |
| 8    | Jourdan                     | França |
| 9    | Bézy                        | França |

## Sabre Masters
| Pos. | País          | Atletas        |
| ---- | ------------- | -------------- |
|      | Itália (ITA)  | Antonio Conte  |
|      | Itália (ITA)  | Italo Santelli |
|      | Áustria (AUT) | Milan Neralić  |

O sabre masters contou com 29 esgrimistas profissinais de sete países.

### Primeira fase - Sabre Masters
A primeira fase disputou-se em 23 de junho de 1900. A composição dos grupos é desconhecida, sendo que os quatro primeiros de cada grupo avançam a fase seguinte.
| Esgrimista       | País           |
| ---------------- | -------------- |
| Xavier Anchetti  | Rússia         |
| Brun-Biusson     | França         |
| Camier           | França         |
| Chantelat        | França         |
| Clappier         | França         |
| Antonio Conte    | Itália         |
| François Delibes | França         |
| Hébrant          | Bélgica        |
| Horwath          | Áustria        |
| Michaux          | França         |
| Midelair         | França         |
| Milan Neralić    | Áustria        |
| Pinault          | França         |
| Italo Santelli   | Itália         |
| Otello Santelli  | Itália         |
| Zachavrot        | Rússia         |
| Alessandri       | Itália         |
| Aufort           | França         |
| Bersin           | França         |
| Coquelin         | França         |
| Dambremat        | França         |
| Dargein          | França         |
| Delamaide        | França         |
| Márton Endrédi   | Hungria        |
| Flahaut          | França         |
| Gabriel          | França         |
| N. Orleans       | Estados Unidos |
| J. Santelli      | Itália         |
| Schoenfeld       | França         |

### Semifinal - Sabre Masters
Os 16 esgrimistas classificados da fase anteiror dividiram-se em dois grupos de oito competidores cada. Os quatro melhores de cada grupo avançam a final.
| Semifinal A | Semifinal A      | Semifinal A | Semifinal A | Semifinal A |
| Pos.        | Esgrimista       | País        | Vitórias    | Derrotas    |
| ----------- | ---------------- | ----------- | ----------- | ----------- |
| 1           | Antonio Conte    | Itália      | 6           | 1           |
| 2           | Hébrant          | Bélgica     | 5           | 2           |
| 3           | François Delibes | França      | 5           | 2           |
| 4           | Milan Neralić    | Áustria     | 5           | 2           |
| 5           | Horwath          | Áustria     | 3           | 4           |
| 6           | Brun-Buisson     | França      | 1           | 6           |
| 7           | Clappier         | França      | 0           | 7           |
| 8           | Otello Santelli  | Itália      | 3           | 4           |

| Semifinal B | Semifinal B     | Semifinal B | Semifinal B | Semifinal B |
| Pos.        | Esgrimista      | País        | Vitórias    | Derrotas    |
| ----------- | --------------- | ----------- | ----------- | ----------- |
| 1           | Italo Santelli  | Itália      | 6           | 1           |
| 2           | Michaux         | França      | 6           | 1           |
| 3           | Zachavrot       | Rússia      | 5           | 2           |
| 4           | Xavier Anchetti | Rússia      | 4           | 3           |
| 5           | Chantelat       | França      | 3           | 4           |
| 6           | Pinault         | França      | 2           | 5           |
| 7           | Camier          | França      | 2           | 5           |
| 8           | Midelair        | França      | 0           | 7           |

### Final - Sabre Masters
A final foi disputada em 27 de junho com oito esgrimistas. 
| Pos. | Esgrimistas      | Paíse   | Vitórias | Derrotas |
| ---- | ---------------- | ------- | -------- | -------- |
| 1    | Antonio Conte    | Itália  | 7        | 0        |
| 2    | Italo Santelli   | Itália  | 6        | 1        |
| 3    | Milan Neralić    | Áustria | 4        | 3        |
| 4    | François Delibes | França  | 3        | 4        |
| 5    | Michaux          | França  | 3        | 4        |
| 6    | Xavier Anchetti  | Rússia  | 2        | 5        |
| 7    | Zachavrot        | Rússia  | 2        | 5        |
| 8    | Hébrant          | Bélgica | 1        | 6        |

## Espada Amador-Masters
| Pos. | País         | Atletas            |
| ---- | ------------ | ------------------ |
|      | França (FRA) | Albert Robert Ayat |
|      | Cuba (CUB)   | Ramón Fonst        |
|      | França (FRA) | Léon Sée           |

Os quatro melhores esgrimistas no evento de espada (amador) e os quatro melhores no evento de espada masters (profissional) competiram entre si, em um torneio de sistema todos contra todos.
| Pos. | Esgrimista                  | País   | Vitórias | Derrotas | Status       |
| ---- | --------------------------- | ------ | -------- | -------- | ------------ |
| 1    | Albert Robert Ayat          | França | 7        | 0        | Profissional |
| 2    | Ramón Fonst                 | Cuba   | 6        | 1        | Amador       |
| 3    | Léon Sée                    | França | 4        | 3        | Amador       |
| 4    | Georges de la Falaise       | França | 3        | 4        | Amador       |
| 5    | Emile Bougnol               | França | 2        | 5        | Profissional |
| 5    | Hippolyte-Jacques Hyvernaud | França | 2        | 5        | Profissional |
| 5    | Henri Laurent               | França | 2        | 5        | Profissional |
| 5    | Louis Perrée                | França | 2        | 5        | Amador       |

## Quadro de medalhas da esgrima
| Ordem | País        | Medalha de ouro | Medalha de prata | Medalha de bronze | Total |
| ----- | ----------- | --------------- | ---------------- | ----------------- | ----- |
| 1     | FRA França  | 5               | 5                | 5                 | 15    |
| 2     | CUB Cuba    | 1               | 1                | 0                 | 2     |
| 3     | ITA Itália  | 1               | 1                | 0                 | 2     |
| 4     | AUT Áustria | 0               | 0                | 2                 | 2     |